# Киртхар (национальный парк)
Киртхар (англ. Kirthar National Park) — национальный парк в округе Даду, пакистанской провинции Синд, в южной части горного хребта Киртхар.

## История
Парк основан в 1974 году. Простирается на 3087 км², являясь третьим по площади национальным парком в Пакистане после Хангола (англ.) и Центрального Каракорума (англ.). В парке присутствуют полосатые гиены, волки, медоеды, уриалы, индийские газели и безоаровые козлы. Гарны находятся под особой защитой в парке Киртхар.
Последний леопард был застрелен в Киртхаре в 1977 году.